# Sauveurs de trésors
Sauveurs de trésors (Salvage Hunters) est une émission de télévision britannique diffusée depuis 2011 sur Discovery Channel.

## Synopsis
L'émission suit Drew Pritchard, un antiquaire gallois résidant à Conwy avec sa femme Rebecca. Celui-ci parcourt en camion, avec son acolyte "Tee", le Royaume-Uni à la recherche d'antiquités. Ses trajets, parfois longs de plusieurs heures, le conduisent à explorer des vieilles demeures (manoirs, châteaux, collèges), des boutiques ou des entrepôts d'autres antiquaires ou encore des musées. Là, il achète ou non, après négociation, diverses pièces (lampes, meubles, chaises, panneaux émaillés, sculptures, etc.) qu'il ramène ensuite dans son atelier où son équipe restaure celles-ci si nécessaire. Une fois la restauration terminée, les pièces sont alors mises en vente dans son magasin ou en ligne sur son site internet,,.